# Kremšnita

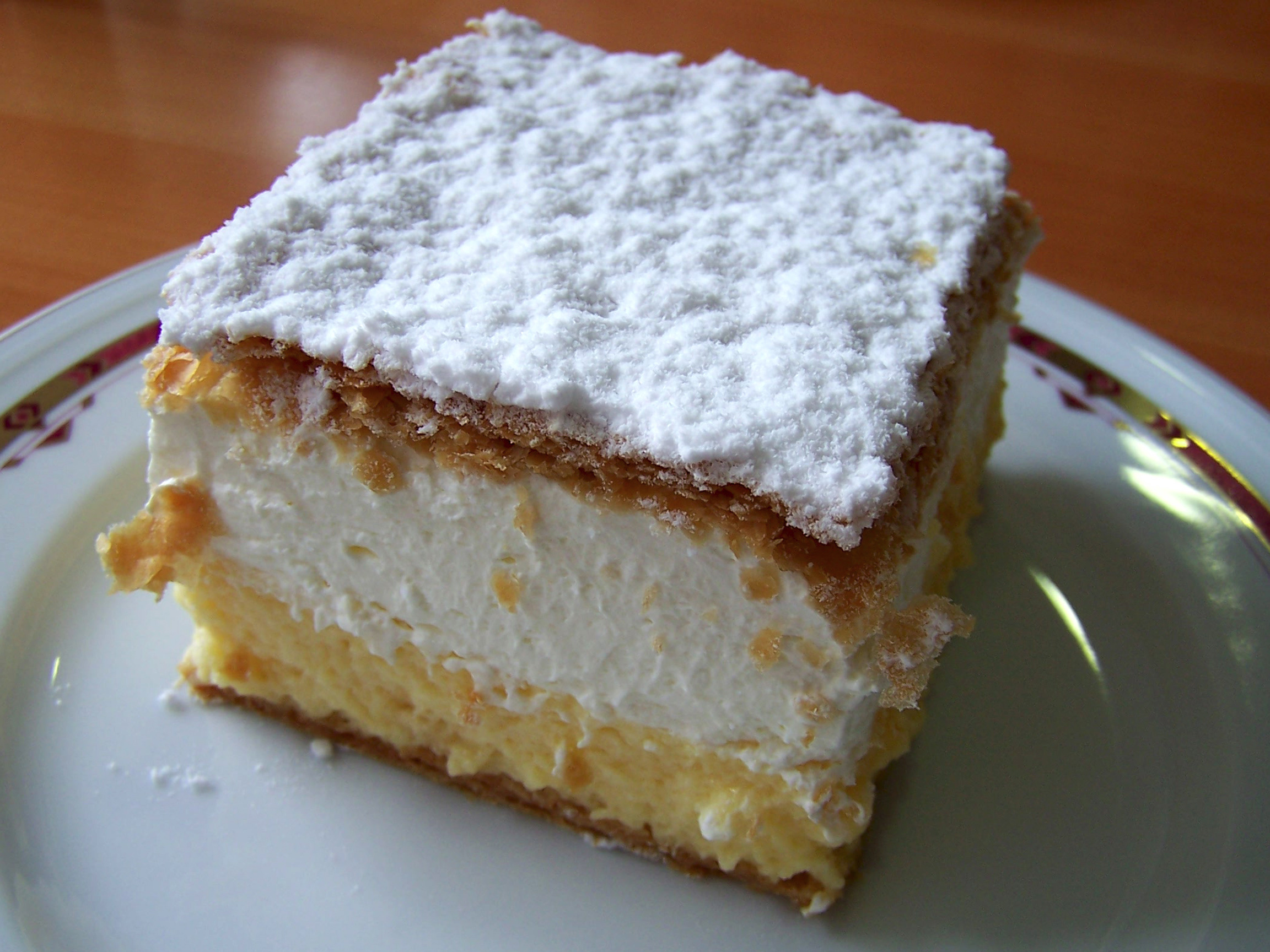
Kremšnita

Kremšnita (slovenska: Kremna rezina, slovakiska: Krémeš, tyska: Cremeschnitte), även känt som krempita är ett centraleuropeiskt bakverk. Det är i synnerhet populärt i Bosnien , Kroatien och Slovenien men återfinns under olika namn i det mellaneuropeiska området. Det finns flera regionala varianter, men huvudingredienserna är alltid smördeg och vaniljkräm.

## Etymologi
Det kroatiska och sydslaviska namnet för bakverket, kremšnita, är en omskrivning av tyskans cremeschnitte med betydelsen "krämsnitt". I Slovenien är det officiella namnet för bakverket kremna rezina, men i folkmun används ofta "kremšnita".    

## Varianter
I Kroatien hör de två varianterna Samoborska kremšnita (från Samobor) och Zagrebačka kremšnita (från Zagreb) till de mer välkända. Den förstnämnda varianten har en toppning med florsocker, den sistnämnda istället ett tak av choklad.
I Slovenien förknippas bakverket framförallt med orten Bled. 